# Lista dos deputados estaduais de Santa Catarina – 11.ª legislatura (1987–1991)
Lista dos deputados estaduais de Santa Catarina - 11ª legislatura (1987 — 1991).

## Composição das bancadas
| Partido | Líder                   | Bancada | Posição  |
| ------- | ----------------------- | ------- | -------- |
| PMDB    | Paulo Afonso Vieira     | 19 / 40 | Governo  |
| PDS     | Pedro Bittencourt Neto  | 12 / 40 | Oposição |
| PFL     | Raimundo Colombo        | 6 / 40  | Oposição |
| PDC     | Francisco Mastella      | 1 / 40  | Oposição |
| PDT     | Nodgi Enéas Pellizzetti | 1 / 40  | Oposição |
| PT      | Luci Choinacki          | 1 / 40  | Oposição |

## Deputados estaduais
| Número | Deputados estaduais eleitos | Partido | Votação | Percentual | Cidade onde nasceu   | Unidade federativa |
| 17111  | Francisco Mastella          | PDC     | 36.464  | 1,75%      | Nova Veneza          | Santa Catarina     |
| 15197  | Raulino Rosskamp            | PMDB    | 28.935  | 1,39%      | Joinville            | Santa Catarina     |
| 11203  | Heitor Sché                 | PDS     | 27.341  | 1,31%      | Rio do Sul           | Santa Catarina     |
| 15222  | Juarez Furtado              | PMDB    | 25.820  | 1,24%      | Lages                | Santa Catarina     |
| 11143  | Altair Guidi                | PDS     | 24.159  | 1,16%      | Criciúma             | Santa Catarina     |
| 11165  | Leodegar Tiscoski           | PDS     | 23.775  | 1,14%      | Sombrio              | Santa Catarina     |
| 15137  | Ademar Frederico Duwe       | PMDB    | 23.511  | 1,13%      | Jaraguá do Sul       | Santa Catarina     |
| 11223  | Pedro Bittencourt           | PDS     | 22.779  | 1,09%      | Florianópolis        | Santa Catarina     |
| 15140  | João Batista Matos          | PMDB    | 22.642  | 1,09%      | Ituporanga           | Santa Catarina     |
| 11211  | Otávio Santos               | PDS     | 22.253  | 1,07%      | Paulo Lopes          | Santa Catarina     |
| 15133  | Iraí Zílio                  | PMDB    | 21.639  | 1,04%      | Catanduvas           | Santa Catarina     |
| 11130  | Hugo Biehl                  | PDS     | 20.490  | 0,98%      | Piratuba             | Santa Catarina     |
| 15156  | Valdir Cesar Baretta        | PMDB    | 19.837  | 0,95%      | Capinzal             | Santa Catarina     |
| 25133  | Vânio de Oliveira           | PFL     | 19.760  | 0,95%      | Criciúma             | Santa Catarina     |
| 11267  | Paulo Bauer                 | PDS     | 19.280  | 0,93%      | Blumenau             | Santa Catarina     |
| 15211  | João Omar Macagnan          | PMDB    | 18.776  | 0,90%      | Concórdia            | Santa Catarina     |
| 15128  | João Gaspar Rosa            | PMDB    | 18.432  | 0,88%      | Joinville            | Santa Catarina     |
| 15150  | Dércio Knop                 | PMDB    | 18.258  | 0,88%      | Palmeira das Missões | Rio Grande do Sul  |
| 15106  | Stélio Boabaid              | PMDB    | 17.939  | 0,86%      | Rosário              | Maranhão           |
| 15170  | Lírio Rosso                 | PMDB    | 17.933  | 0,86%      | Criciúma             | Santa Catarina     |
| 15101  | Paulo Afonso Vieira         | PMDB    | 17.731  | 0,85%      | Teresina             | Piauí              |
| 11271  | Ivan Ranzolin               | PDS     | 17.385  | 0,83%      | Lages                | Santa Catarina     |
| 15210  | Rivaldo Antonio Macari      | PMDB    | 17.345  | 0,83%      | Rio de Janeiro       | Rio de Janeiro     |
| 25160  | Júlio Garcia                | PFL     | 17.129  | 0,82%      | Florianópolis        | Santa Catarina     |
| 11134  | Wilson Wan-Dall             | PDS     | 17.089  | 0,82%      | Gaspar               | Santa Catarina     |
| 25200  | Raimundo Colombo            | PFL     | 17.002  | 0,82%      | Lages                | Santa Catarina     |
| 15215  | Aloísio Piazza              | PMDB    | 16.648  | 0,80%      | Florianópolis        | Santa Catarina     |
| 11159  | Mário Cavallazzi            | PDS     | 16.134  | 0,77%      | Florianópolis        | Santa Catarina     |
| 15131  | Nelson Locatelli            | PMDB    | 15.672  | 0,75%      | Lajeado              | Rio Grande do Sul  |
| 11121  | José Zeferino Pedroso       | PDS     | 15.581  | 0,75%      | Campos Novos         | Santa Catarina     |
| 15255  | Lauro de Brito              | PMDB    | 15.474  | 0,74%      | Tijucas              | Santa Catarina     |
| 15230  | José Luiz Cunha             | PMDB    | 15.409  | 0,74%      | Major Gercino        | Santa Catarina     |
| 15181  | Gasparino Raimondi          | PMDB    | 14.910  | 0,72%      | Marcelino Ramos      | Rio Grande do Sul  |
| 15201  | Nilton Jacinto              | PMDB    | 14.871  | 0,71%      | Tubarão              | Santa Catarina     |
| 11112  | Jarvis Gaidzinski           | PDS     | 14.762  | 0,71%      | Criciúma             | Santa Catarina     |
| 25221  | Cesar Souza                 | PFL     | 13.530  | 0,65%      | Rio do Sul           | Santa Catarina     |
| 25105  | João Romário Carvalho       | PFL     | 12.166  | 0,58%      | Mafra                | Santa Catarina     |
| 12124  | Nodgi Pellizzetti           | PDT     | 12.003  | 0,58%      | Curitiba             | Paraná             |
| 25255  | Sidney Pacheco              | PFL     | 11.595  | 0,56%      | Florianópolis        | Santa Catarina     |
| 13203  | Luci Choinacki              | PT      | 6.068   | 0,29%      | Descanso             | Santa Catarina     |